# Bataille de Haydarân
La bataille de Haydarân est une bataille ayant eu lieu le 14 avril 1052 dans la région de Gabès (Tunisie actuelle).
Elle oppose des combattants arabes hilaliens aux troupes de l'émir ziride Al-Muizz ben Badis, qui se trouvent en supériorité numérique (30 000 cavaliers et autant de fantassins contre 3 000 cavaliers arabes) mais dont la composition est hétérogène en raison de l'hostilité entre l'armée régulière et une garde composée d'esclaves noirs, ce qui est considéré comme la principale cause de la défaite ziride : les contingents zirides des Sanhadja battent en effet en retraite pour laisser massacrer la garde noire sans parvenir ensuite à reprendre l'avantage, ce qui ouvre la route de Kairouan aux Hilaliens.